# Poellmannita
La poellmannita és un mineral de la classe dels sulfats que pertany al supergrup de la hidrotalcita.

## Característiques
La poellmannita és un sulfat de fórmula química Ca₆Al₃(OH)18[Na(H₂O)₆](SO₄)₂·6H₂O. Va ser aprovada com a espècie vàlida per l'Associació Mineralògica Internacional l'any 2022, i encara resta pendent de publicació. Cristal·litza en el sistema trigonal.

## Formació i jaciments
Va ser descrita a la conca de l'Hatrurim, dins el Consell Regional de Tamar (Districte del Sud, Israel), sent aquest l'únic indret de tot el planeta on ha estat descrita aquesta espècie mineral.